# Cao nguyên Mơ Nông
Cao nguyên Mơ Nông là một trong những cao nguyên ở khu vực Tây Nguyên. Bao trùm diện tích tỉnh Đắk Nông, Việt Nam và một phần lấn sang Campuchia.

## Đặc điểm
Cao nguyên có độ cao trung bình là 800 m, điểm cao nhất là đỉnh núi Nam Decbri ở độ cao 1.580 m.

## Vị trí
Phía nam là cao nguyên Di Linh thuộc tỉnh Lâm Đồng với giới hạn là đoạn sông Đồng Nai và sông Đăk N'Đrung chảy qua hai cao nguyên theo hướng đông-tây. Phía đông là cao nguyên Lâm Viên, phía bắc là tỉnh Đắk Lắk và Campuchia.

## Hình ảnh

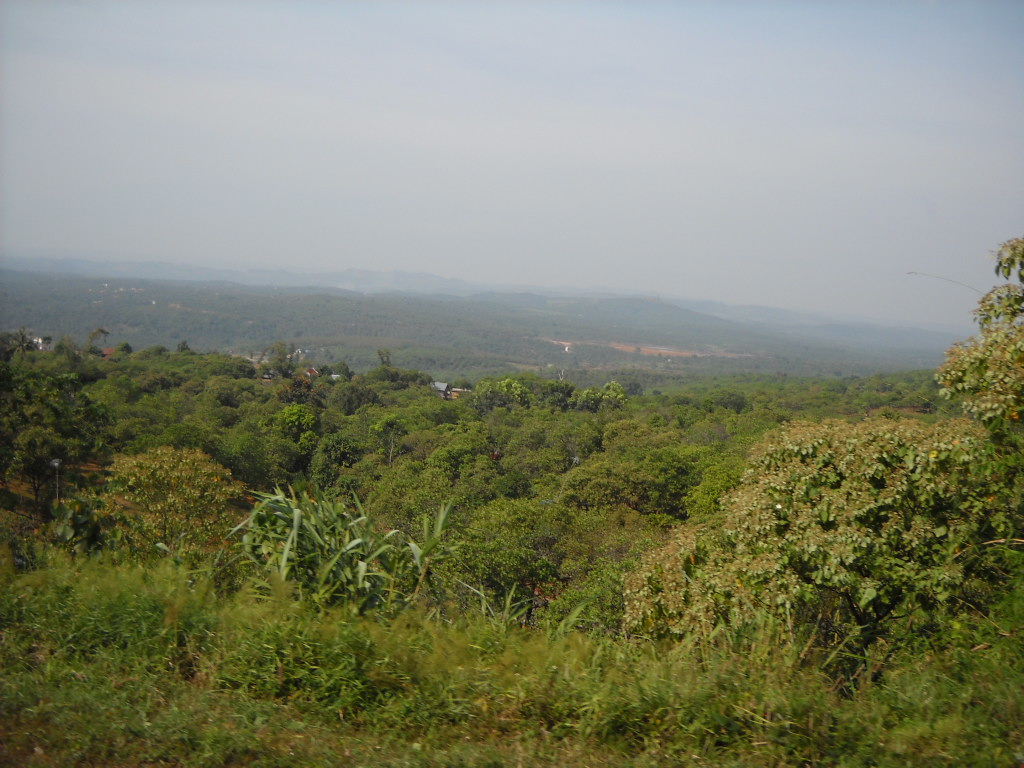
Cao nguyên Mơ Nông, Đắk Nông
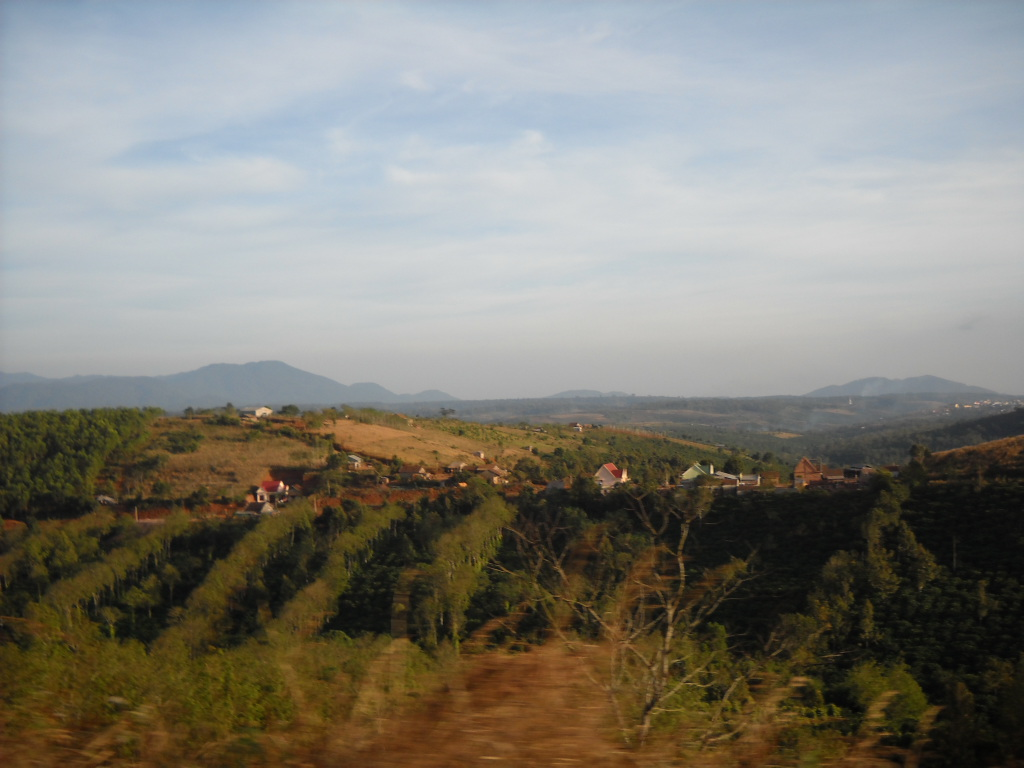
Xóm nhỏ trên cao nguyên Mơ Nông